# Huidji See
Huidji See (sinh 30 tháng 5 năm 1981) là một cơ thủ chuyên nghiệp người Hà Lan. Anh là nhà vô địch thế giới pool thể loại 10 bóng năm 2011.